# P.D.R.G.
P.D.R.G. – siódmy studyjny album francuskiego rapera Rohffa. Premiera odbyła się 23 maja 2013 roku. Płyta składa się z dwóch nośników. W nagraniach gościnnych udzielili się Amel Bent i TLF. W celu promocji albumu do utworów "K-Sos musik", "Dounia", "J'accélère", "Déterminé", "El Padre", "Zlatana" i "L'oseille" powstały teledyski.
Sprzedaż w pierwszym tygodniu wyniosła 40.000 egzemplarzy.

## Lista utworów
Źródło.
CD 1
1. "King"
2. "P.D.R.G"
3. "Maudit"
4. "Instable"
5. "Futurs Nouveaux Amis"
6. "Interlude "Tu vois de qui j'parle"
7. "Zlatana"
8. "Ti Amo T'Es à moi" (feat. Amel Bent)
9. "J'accélère"
10. "L'oseille"
11. "N Double A"
12. "Mon Son"
13. "Interlude "La voix du Ter-Ter"
14. "Embrouille" (feat. TLF)

CD 2
1. "K-Sos Musik"
2. "Interlude "RapJeux"
3. "El Padre"
4. "Déterminé"
5. "Interlude "En mode 1 - En mode 2"
6. "En mode 3"
7. "TeamRohff"
8. "Zga"
9. "Différent"
10. "L'Artiste"
11. "J'Assume"
12. "Dounia"

Dodatkowy utwór na iTunes
1. "Doggy Style"